# Comportementaliste
Ne doit pas être confondu avec Comportementalisme.
 (juin 2018).
Si vous disposez d'ouvrages ou d'articles de référence ou si vous connaissez des sites web de qualité traitant du thème abordé ici, merci de compléter l'article en donnant les références utiles à sa vérifiabilité et en les liant à la section « Notes et références ».
Un comportementaliste est un professionnel qui conseille les propriétaires d'animaux familiers (généralement chiens, chevaux, chats, ou lapins). Son action vise à rétablir la relation perturbée entre une personne ou une famille et son animal de compagnie, de loisir, de travail. Cette profession est principalement exercée à titre libéral.
Le comportementaliste doit posséder des connaissances dans le champ des sciences animales : éthologie, physiologie animale, mais également psychologie.
Conscient des limites de son action, le comportementaliste peut orienter, le cas échéant, son client vers un autre professionnel ayant compétence pour l'aider : le vétérinaire pour soigner et l'éducateur pour dresser, et parfois le psychologue pour aider le propriétaire en proie à une situation de profond malaise personnel.

## Historique
L'éthologie est une science apparue au début du XXe siècle. Dans les années 1960, les sciences du comportement sont développées et les tenants des écoles behaviouristes et cognitivistes s'affrontent alors dans des domaines aussi variés que la psychologie, les neurosciences, les sciences sociales et même l'informatique.
C'est dans ce contexte que l'on assiste à une véritable irruption des sciences du comportement dans le cadre de l'exercice du conditionnement animal (essentiellement, canin et équin). C'est un véritable succès sur le plan médiatique. Jusque dans les années 1980, on voit apparaître des techniques nouvelles de conditionnement canin (les méthodes dites douces), mais aussi des films comme L'Homme qui murmurait à l'oreille des chevaux. Ce déferlement médiatique, s'il a favorisé la prise de conscience du rôle de l'animal dans la société et de la relation homme/animal, a aussi entrainé de nombreuses dérives : le développement de théories scientifiques pour le moins hasardeuses et le détournement de ces théories par des professionnels de l'éducation des animaux familiers souvent peu compétents, voire peu scrupuleux.
Le métier est marqué par d'importants débats et luttes entre diverses formations. Il existe une centaine de comportementalistes en France. Le métier est en pleine expansion depuis les années 2000.

## Domaine d'application

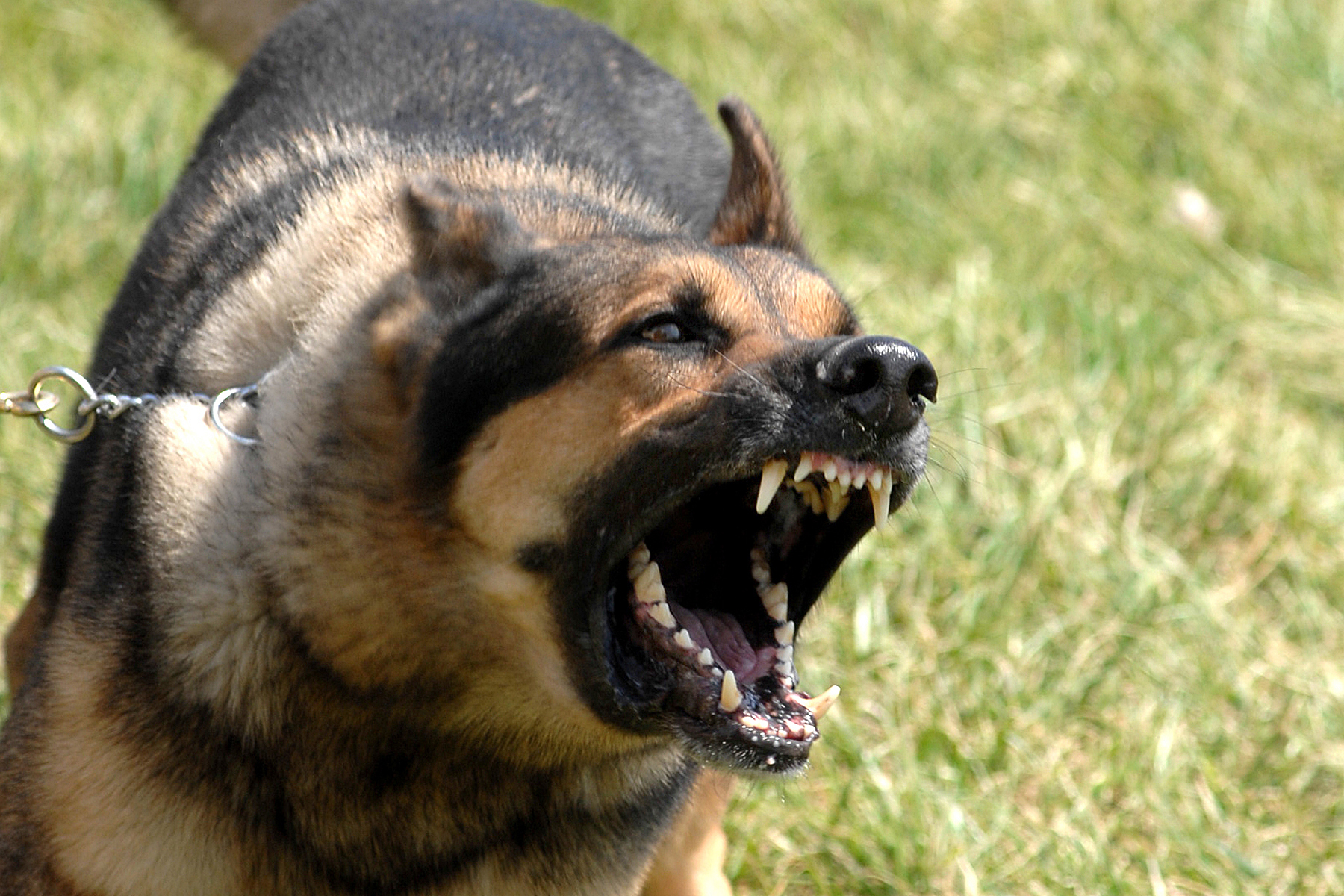
L'activité du comportementaliste inclut le conseil aux propriétaires de chiens agressifs ou aboyeurs.

Dans une idée de prévention, le comportementaliste peut être sollicité par toute personne désireuse de comprendre une espèce animale avec laquelle elle se propose de cohabiter. Il peut s'agir par exemple de préparer l´acquisition d´un chiot, ce pour quoi la sélection d´une race, d'un élevage puis d'un individu dans une portée est parfois délicate ; de même pour l´adoption d´un animal issu d'un refuge ou porteur d'un passé parfois traumatique. 
Parmi les problèmes couramment résolus par le comportementaliste dans la relation famille-animal, nous retrouvons :
- la conduite agressive de l'animal envers les humains, ses congénères ou d´autres espèces ;
- l'apathie, les symptômes d'indifférence, de ce qui peut être perçu comme de la tristesse ;
- l'agitation excessive (périodes d'activité aléatoire frénétique trop fréquentes, incapacité à tenir en place, etc.) ;
- les destructions, dégradations et leurs multiples causes possibles ;
- les divers problèmes alimentaires (anorexie, pica, coprophagie, etc.) ;
- les états de peur incontrôlable, de phobie, face à un stimulus du quotidien ;
- les nuisances sonores ;
- la malpropreté.

L'activité du comportementaliste est principalement appliquée dans le cadre du conseil aux propriétaires d'animaux familiers. Toutefois, elle peut s'exercer dans tous les métiers utilisant des chiens de travail (police, aide au handicap, pompier etc.) et dans des cadres professionnels ayant trait à des animaux familiers (parc animalier, animalerie, entreprises possédant des animaux),. Le domaine des animaux sauvages est quant à lui abordé de préférence par l'éthologue et le vétérinaire.

## Description du métier

### Statut légal
Le métier de comportementaliste est le plus souvent exercé à titre libéral,.

### Formation initiale

#### Domaine de compétences

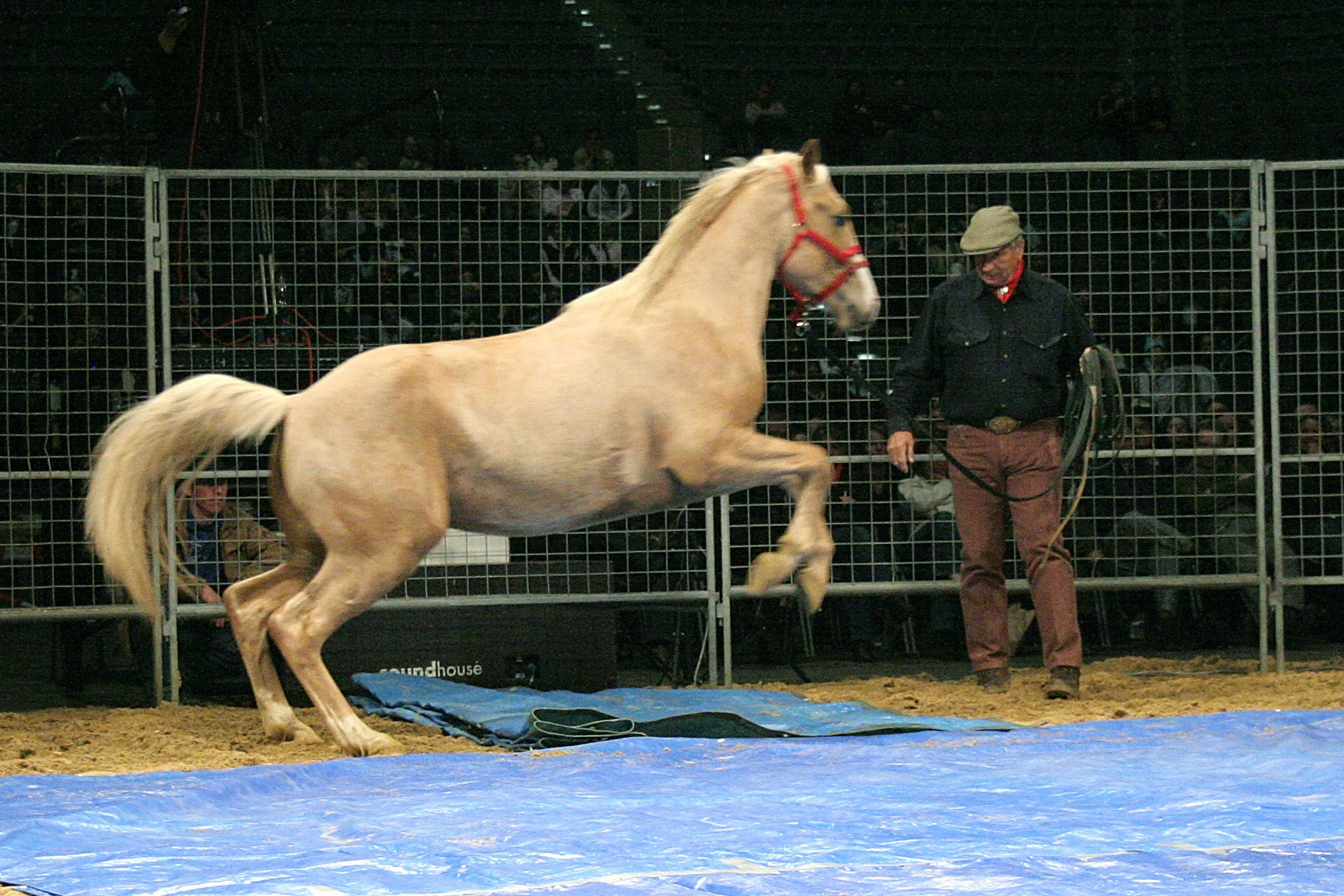
Monty Roberts, travail à pied..

Le comportementaliste est un spécialiste de l'éthologie des animaux de compagnie et notamment du chat et du chien. Les chuchoteurs sont des comportementalistes spécifique aux chevaux. Le comportementaliste connaît les fondamentaux de l'apprentissage des animaux familiers (de l'acquisition par conditionnement aux situations d'apprentissage complexe) et possède des connaissances en éthologie, biologie animale et psychologie. Il est capable d'analyser les interactions entre l'animal et son environnement,.  

#### Diplômes et organismes formateurs
En France, cette profession n'est pas réglementée. Il existe une seule formation donnant accès au diplôme d'état et au titre de « comportementaliste-médiateur », délivrée par le centre de formation de l'EAPAC (éthologie appliquée aux animaux de compagnie).
Des formations sont assurées par des organismes privés. L'aspirant comportementaliste peut également suivre des formations diplômantes en éthologie ou en médecine vétérinaire. 
L'ONISEP du Pas-de-Calais conseille ainsi les établissements de formations suivants pour devenir comportementaliste canin : les universités Toulouse III, Rennes I, Jean Monnet Saint-Étienne, Strasbourg et Paris 13, les écoles nationales vétérinaires de Toulouse et d'Alfort, l'École nationale vétérinaire, agroalimentaire et de l'alimentation, Nantes-Atlantique, l'École de santé des armées, VetAgro Sup et l'Institut supérieur de la santé animale.

### Rôles
Le comportementaliste peut effectuer sa mission dans le cadre d’une consultation individuelle avec le propriétaire ou en se déplaçant pour observer le comportement de l’animal dans son milieu. Le comportementaliste étudie les relations entre l’animal, son milieu, et son entourage, ce qui lui permet d’appréhender les influences de l’environnement sur l’animal. 
Le comportementaliste explique au propriétaire comment organiser l’environnement de l’animal afin de favoriser une cohabitation harmonieuse. Il négocie avec les personnes constituant l’entourage de l’animal les règles de vie quotidienne qui permettront d’adapter l’environnement et les relations dudit animal afin de favoriser une cohabitation harmonieuse. Il informe ces personnes des besoins éthologiques de leur animal ainsi que des conduites à tenir à son égard dans le respect des conditions du bien-être animal.
Le comportementaliste ne se substitue pas au dresseur, au vétérinaire ou au psychologue et, le cas échéant, il lui incombe d’orienter le propriétaire vers le professionnel adapté, s'il détecte un comportement de l’animal qui dépasse les limites de ses compétences.

## Les relations entre les différentes professions

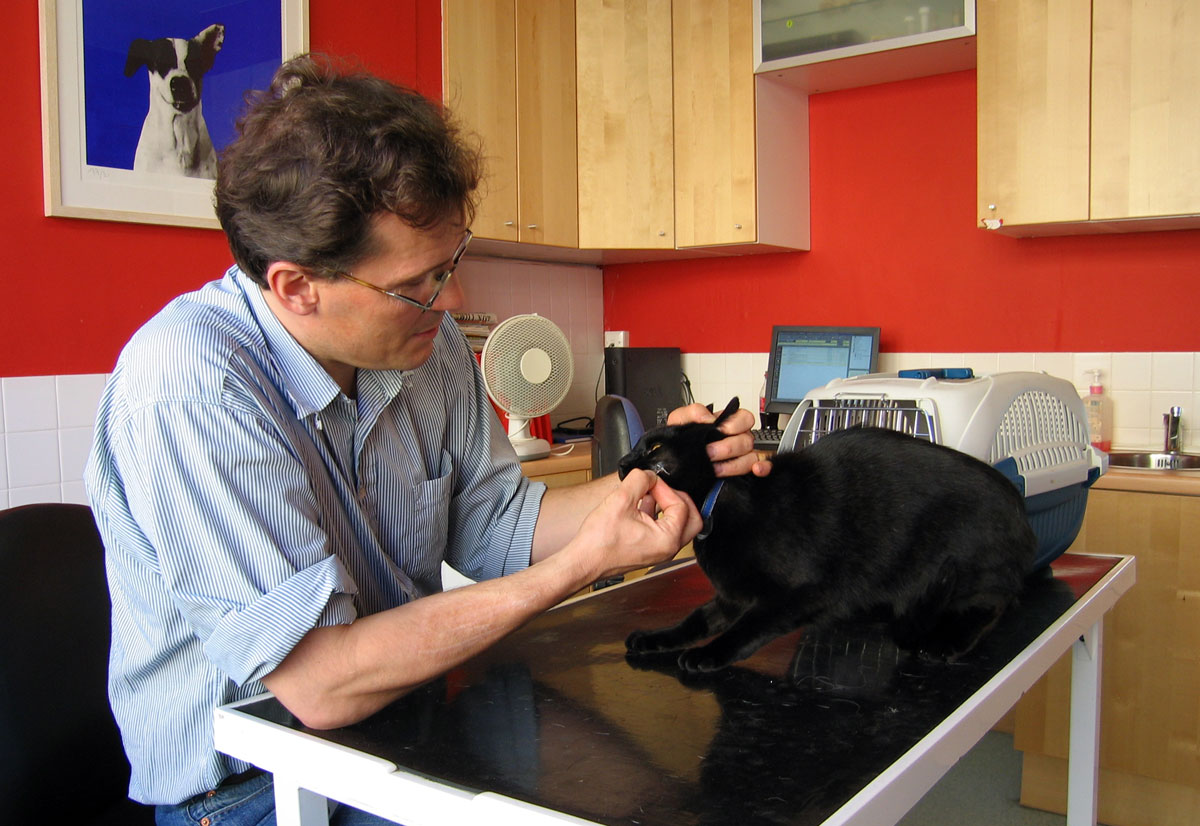
Le vétérinaire, dont l'activité est essentiellement médicale, peut avoir une spécialisation en éthologie.

Le comportementaliste ne s'intéresse qu'à la relation homme-chien ou homme-chat, cavalier-cheval en tenant compte de l'environnement. Le comportementaliste est un spécialiste du comportement, pas du conditionnement. Le dressage ou la santé de l'animal ne relève en général pas de sa compétence (sauf formation adéquate). Certains chuchoteurs sont également moniteurs ou instructeurs, ce qui leur permet d'accéder également au travail de dressage bien spécifique[pas clair], voir Monty Roberts, Johan Hofmans en France.
Le comportementaliste travaille en collaboration avec le vétérinaire, ce qui lui permet de s'assurer que l'animal est en bonne santé avant d'entreprendre une thérapie comportementale.

## Associations de comportementalistes et syndicats
Il existe plusieurs associations regroupant des comportementalistes certains ayant une vocation syndicale. Certaines associations de comportementalistes non reconnues par l'État n'admettent pour membres que des professionnels pouvant justifier d'une formation cohérente. Les nouveaux membres ne sont admis pour certaines associations, qu'après une période probatoire, durant laquelle ils doivent remplir un questionnaire visant à établir leurs compétences, et passer devant un jury de professionnels qui déterminera leur admissibilité à la suite de l'exposition d'un cas pratique.
Parmi les associations de comportementalistes :
- L'OECC (Organisme Européen des Conseillers Comportementalistes),
- Le CNCC (Conseil National des Comportementalistes Certifiés)
- Le RQIEC (Regroupement Québécois des Intervenants en Éducation Canine)[9]